# Gundaraj
Gundaraj é um filme de ação filmado em Bollywood dirigido por Guddu Dhanoa. O filme estrela Ajay Devgan, Amrish Puri e Kajol. O filme foi lançado em 7 de setembro em Mumbai.